# Emet (Kütahya)
Emet est une ville et un district de la province de Kütahya dans la région égéenne en Turquie.